# Adrián Vallés
Adrián Vallés, född 3 juni 1986 i Teulada, är en spansk racerförare.

## Racingkarriär
Vallés körde i det spanska F3-mästerskapet och gick sedan via Formula Renault 3.5 Series till GP2, där han körde för Fisichella Motor Sport. Han var en av mest talangfulla förarna i GP2 Asia 2008. Han fick dock lämna FMS efter ett par omgångar för att andra betalade mer, och bytte till Superleague Formula för Liverpool FC, där han slutade fyra, trots att han var seriens snabbaste förare. Han råkade dock ut för alla möjliga mekaniska fel, vilket kostade honom titeln.